# 夢見る頃を過ぎても (氣志團の曲)
『夢見る頃を過ぎても』（ゆめみるころをすぎても）は、氣志團の通算8枚目のシングル。

## 概要
氣志團初となるアニメタイアップ。映画『ONE PIECE THE MOVIE オマツリ男爵と秘密の島』主題歌。タイアップに合わせ、ジャケットも『ONE PIECE』をモチーフとしている。

## 収録曲
1. 夢見る頃を過ぎても
  - 作詞・作曲：綾小路翔
2. アンドロメダの先輩 ～押忍ペラーズのテーマ～
  - 作詞：綾小路翔/作詞：星グランマニエ
3. いやさか！マッスル音頭
  - 作詞：ガリヴァー・MCラディン・乙女座リトル・綾小路翔/作曲：星グランマニエ